# Transeius volgini
Transeius volgini är en spindeldjursart som först beskrevs av Wainstein och Beglyarov 1971.  Transeius volgini ingår i släktet Transeius och familjen Phytoseiidae. Inga underarter finns listade i Catalogue of Life.